# Nomen novum
Na nomenclatura biológica, um nomen novum (em latim, "nome novo") é um termo técnico, que indica um nome científico especialmente criado para substituir um outro, mas somente quando esse outro nome não pode ser usado por razões técnicas ou nomenclaturais (por exemplo, porque é um homônimo, isto é, escrito da mesma forma que um outro nome anterior). Não é aplicado quando um nome é modificado por razões taxonômicas (representando uma mudança na compreensão científica).